# Ficus johannis
Ficus johannis är en mullbärsväxtart. Ficus johannis ingår i släktet fikonsläktet, och familjen mullbärsväxter.

## Underarter
Arten delas in i följande underarter:
- F. j. afghanistanica
- F. j. johannis